# Archail
Archail è un comune francese di 14 abitanti situato nel dipartimento delle Alpi dell'Alta Provenza della regione della Provenza-Alpi-Costa Azzurra.

## Società

### Evoluzione demografica
Abitanti censiti

## Storia
Nell'antichità, i Bodiontici popolavano la valle della Bléone ed erano dunque il popolo gallo che viveva nell'attuale comune di Archail. I Bodiontici, che furono sconfitti da Augusto nello stesso tempo degli altri popoli presenti sul Trofeo delle Alpi (prima del 14 a.C.), furono annessi alla provincia delle Alpi Marittime quando fu creata.
Secondo Daniel Thiery, la comunità è segnalata nel polittico di Wadalde nell'814, con il nome di Argario.
La comunità di Archail rilevò la vicaria di Digne. Nel 1193, la signoria di Archail (Argal) fu donata dai due signori di Saint-Julien al capitolo di Digne. La signoria era ripartita tra i vescovi di Digne e il capitolo di Digne prima della Rivoluzione francese. Questi nuovi signori fortificarono i loro nuovi possedimenti e riunirono la popolazione in un luogo centrale.
Come numerosi comuni del dipartimento, Archail si dotò di una scuola molto prima delle leggi Jules Ferry: en 1863, esso aveva già una scuola che impartiva un'istruzione primaria ai ragazzi, nel capoluogo. Nessuna istruzione veniva impartita alle femmine: né la legge Falloux (1851), che imponeva l'apertura di una scuola femminile ai comuni con più di 800 abitanti, né la prima legge Duruy (1867), che abbassò questa soglia a 500 abitanti, riguardava Archail, e non fu che con la legge Ferry che le bambine di Archail furono regolarmente scolarizzate.
Il comune venne fuso dal 1973 al 1979 con Draix, sotto la denominazione di Archail-Draix.